# Нека сме ченгета
„Нека сме ченгета“ (на английски: Let's Be Cops) е американска екшън комедия от 2014 г. на режисьора Люк Грийнфилд. Във филма участват Джейк Джонсън и Деймън Уейънс-младши като двама приятели, които искат да станат полицаи в Лос Анджелис. Поддържащите роли са изиграни от Нина Добрев, Роб Ригъл, Джеймс Д'Арси и Анди Гарсия. Филмът е заснет в Атланта и е пуснат по кината в САЩ на 13 август 2014 г.